# Hofleverandør
Hofleverandør er et prædikat, der kan tildeles en leverandør af varer og/eller tjenesteydelser til et hof.
I Danmark giver udnævnelsen prædikatholderen tilladelse til at gengive kongekronen og betegnelsen Kongelig Hofleverandør eller Leverandør til Det Kongelige Danske Hof ovenover sit firmanavn.
Indtil 2008 tildeltes både betegnelserne Kongelig Hofleverandør og Leverandør til Det Kongelige Danske Hof. Førstnævnte anvendes til virksomheder, der har direkte kontakt med hoffet (f.eks. mindre virksomheder), der også gav mulighed for at anvende kongevåbnet, mens sidstnævnte finder anvendelse, når virksomheden kun leverer til hoffet.
Siden 2008 tildeles kun betegnelsen Kongelig Hofleverandør. Dog har virksomheder, der blev udnævnt under den tidligere ordning, mulighed for at fortsætte som hidtil.
Hele hofleverandørordningen i Danmark ophører med virkning fra den 1. januar 2030.

## Oversigt over prædikatholdere

### Kongelig Hofleverandør
I 2025 har følgende virksomheder ret til at anvende prædikatet Kongelig Hofleverandør:
- Arla (fra 2014)[5]
- Asp-Holmblad (fra 1907)[5]
- Bering House of Flowers (fra 1990)[5]
- Beauvais (fra 1905)[5]
- Bing & Grøndahl (fra 1913)[5]
- Bisca (fra 1952)[5]
- Jesper Bloch (fra 2018)[4][6]
- Kay Bojesen (fra 1952)[5]
- Kay Bojesen Denmark (fra 2013)[5]
- Bon Goût (fra 1993)[5]
- Brønnum (fra 1954)[5]
- Castello (fra 2005)[5]
- Carstensen (fra 1950)[5]
- Birger Christensen (fra 1961)[5]
- Clausens Fiskehandel (fra 2022)[5]
- Co'libri (fra 1998)[5]
- Danish Crown (fra 2018)[4][6]
- De Danske Spritfabrikker (fra 1962)[5]
- Den Kgl. Porcelænsfabrik (fra 1985)[5]
- Dragsted (fra 1898)[5]
- Ege Carpets (fra 2002)[5]
- ENGEL Konfektion[4]
- Celli Freifeldt (fra 1994)[5]
- C.E. Fritzsche (fra 1840)[5]
- Grundfos (fra 2011)[5]
- Carl Hansen & Søn Møbelfabrik (fra 2023)[5]
- H.J. Hansen Vin (fra 2020)[5]
- Harboes Bryggeri (fra 2008)[5]
- Peter F. Heering (fra 1876)[5]
- Hempels Fond[4]
- Holmegaard (fra 1934)[5]
- Illum (fra 2017)[5]
- Illums Bolighus (fra 1997)[5]
- Inco (fra 2019)[5]
- Jean-Leonard (fra 1987)[5]
- Georg Jensen (fra 1924)[5]
- Georg Jensen Damask (fra 2000)[5]
- Glyngøre Limfjord (fra 1963)[5]
- Glyngøre Shellfish (fra 2021)[5]
- JYSK (fra 2010)[5]
- Kalu (fra 2022)[5]
- Kelsen Group (fra 2009)[5]
- Kjær & Sommerfeldt (fra 1901)[5]
- Kgl. Hofjuveler P. Hertz (fra 1906)[5]
- Kgl. Hof-Apotek[4]
- Kongsbak Lassen (fra 1992)[5]
- LEGO (fra 1986)[5]
- Limfjords Muslinger (fra 1910)[5]
- Lindberg (fra 2009)[5]
- Lurpak (fra 2014)[5]
- L & S Signal Textiles (fra 2009)[5]
- Ole Lynggaard (fra 2008)[5]
- Magasin du Nord (fra 1953)[5]
- Ole Mathiesen (fra 2008)[5]
- Alida Marstrand (fra 2023)[5]
- Michelsen (fra 1848)[5]
- Renseriet Jan Mikkelsen (fra 2020)[5]
- Kristian F. Møller (fra 1922)[5]
- Mørch og Søn (fra 1990)[5]
- Nybo Workwear (fra 2002)[5]
- Odense Marcipan (fra 1961)[5]
- A.C. Perch (fra 2002)[5]
- Mette Palsteen (fra 2019)[5]
- Poulsen Roser (fra 1968)[5]
- Randers Handskefabrik (fra 2000)[5]
- Royal Copenhagen (fra 1985)[5]
- Royal Greenland (fra 1985)[5]
- C.L. Seifert (fra 1903)[5]
- Schwartz (fra 2020)[5]
- Skandinavisk Motor (fra 2009)[5]
- Slagelse Båndtryk (fra 2020)[5]
- Søemods Bolcher (fra 1991)[5]
- Tapet-Café (fra 2007)[5]
- Thiele (fra 1931)[5]
- Volvo Personvogne Danmark (fra 1993)[5]
- Økotaste (fra 2022)[5]

### Leverandør til Det Kongelige Danske Hof
I 2025 har følgende virksomheder ret til at anvende prædikatet Leverandør til Det Kongelige Danske Hof:
- Bang & Olufsen (fra 1959)[5]
- Albani (fra 1963)[5]
- Anthon Berg (fra 1957)[5]
- Bornholms Konserves (fra 1963)[5]
- Carlsberg (fra 1904)[5]
- Ceres (fra 1914)[5]
- Dansukker (fra 1964)[5]
- Danæg (fra 1906)[5]
- Galle & Jessen (fra 1949)[5]
- Høng Ost (fra 1960)[5]
- Peter Justesen (fra 1982)[5]
- Le Klint (fra 2003)[5]
- Lauritz Knudsen (fra 1960)[5]
- Kongens Bryghus (fra 1914)[5]
- Michelsens Chokolade (fra 1992)[5]
- Morsø Jernstøberi (fra 1915)[5]
- Raadvad (fra 1951)[5]
- Royal (fra 2012)[5]
- Skælskør Frugtplantage (fra 1960)[5]
- Steff-Houlberg (fra 1956)[5]
- Thor (fra 1956)[5]
- Toms (fra 1949)[5]
- Tuborg (fra 1914)[5]
- Tulip Food Company (fra 1966)[5]
- Tørsleff (fra 1956)[5]
- Wiibroe (fra 1951)[5]

### Udenlandske prædikatholdere
I 2025 er følgende udenlandske virksomheder prædikatholdere:
- Cognac Prince H. de Polignac, Paris
- Haig & Co.
- Moët & Chandon
- Ramlösa
- Warre & Co.

### Tidligere prædikatholdere
Følgende virksomheder er ikke længere prædikatholdere, fordi virksomhederne er ophørt eller har fået frataget prædikatet:
- Ecco (tidligere Kongelig Hofleverandør, 1991-2023)[7]
- Royal Scandinavia (tidligere Kongelig Hofleverandør)[8]
- Lysberg (tidligere Kongelig Hofleverandør)[9]
- Parfumerie Breining (tidligere Kongelig Hofleverandør)[10]
- Pernille Thiele Blomster (tidligere Kongelig Hofleverandør, fra 2017)
- Anker Kysters Eftf. (fra 1949)
- Castrol (fra 1967)
- Deerhunter (fra 2009)
- Egmont Holding (fra 1914)
- F. Bülow & Co. (fra 1948)
- Ford Motor Company (fra 1950)
- Georg Bestle (fra 1913)
- Hannibal Sander (fra 1949)
- Holger Clausens Bolighus (fra 1949)
- IBM Danmark (fra 1985)
- Munke Mølle (fra 1985)
- S. Dyrup & Co. (fra 1961)
- TDC (fra 1997)
- Xerox (fra 1978)
- Århus Possementfabrik (fra 2000)

## Tv-serienHofleverandørerne
Den 6. oktober 2014 viste TV 2 Danmark for første gang tv-serien Hofleverandørerne, der omhandlede udvalgte virksomheder med prædikatet Kongelig Hofleverandør og havde fokus på håndværk, historie og traditioner. Der blev produceret tre sæsoner af tv-serien.
Sæsonerne blev vist første gang følgende år:
- Sæson 1: 2014
- Sæson 2: 2015[13]
- Sæson 3: 2016